# Elizabeth Hart Jarvis Colt

Elizabeth Colt mit ihrem Sohn Caldwell (1865)

Elizabeth Hart Jarvis Colt (* 1826; † 21. August 1905) war die Ehefrau des Waffenproduzenten Samuel Colt und führte nach dessen Tod die Colt’s Patent Fire Arms Manufacturing Company. Durch ihren philanthropischen Einsatz erlangte sie Bedeutung für die Verbreitung der amerikanischen Malerei.

## Leben und Wirken
Als Elizabeth Hart Jarvis wurde die Tochter von Elizabeth Miller Hart und des Pfarrers William Jarvis 1827 geboren. Am 5. Juni 1856 heiratete sie Samuel Colt, der durch die Ehe Zugang zu verschlossenen Kreisen der Gesellschaft in Connecticut erlangte.
Am 10. Januar 1862 verstarb ihr Ehemann Samuel im Alter von nur 47 Jahren. Elizabeth Colt übernahm das Amt der Präsidentin der Waffenfabrik. Sie war damit die wohlhabendste Frau in Neuengland. Elisabeth Hart Jarvis Colt führte die Firma ihres Mannes während des Amerikanischen Bürgerkriegs und verkaufte sie 1901 an Investoren.
Sie engagierte sich in zahlreichen religiösen, kulturellen und sozialen Organisationen. Elizabeth Colt wurde zu einer wichtigen Förderin der amerikanischen Malerei. Ihre Sammlung von über 600 Gemälden vermachte sie dem Wadsworth Atheneum.